# Асо (Италия)
 Тази статия е за градчето в Северна Италия.  За картата за игра вижте Асо.  
А̀со (на италиански: Asso; на ломбардски: Ass, Ас) е малко градче и община в Северна Италия, провинция Комо, регион Ломбардия. Разположено е на 427 m надморска височина. Населението на общината е 3589 души (към 2017 г.).